# Йошіхіко Окабе
Йошіхіко Окабе (яп. 岡部 芳彦, おかべ よしひこ, англ. Yoshihiko Okabe, нар. 1973) — громадський діяч, фахівець з економічних питань в системі державного управління, українознавець, благодійник, професор університету Кобе Гакуін, почесний консул України у Кобе,президент Асоціації україністів Японії. Іноземний член Національної академії аграрних наук України(НААН), експерт Центру дослідження Росії (Україна), доктор економічних наук, доктор історичних наук, учасник Форуму Вільних Народів Постросії

## Біографія
Належить до древнього самурайського роду.
Освіту здобув в Осакському університеті.
26 жовтня 2014 року в Посольстві України в Японії виконував повноваження офіційного спостерігача на позачергових виборах народних депутатів до Верховної Ради України. Другого березня 2015 року пан Окабе брав участь у конференції з міністром закордонних справ України Павлом Клімкіним..
19 листопада 2017 року з благословення Святійшого Патріарха Філарета, настоятель храму протоієрей Борис Табачек звершив таїнство хрещення і миропомазання над професором Йошіхіко Окабе, який прийняв православну християнську віру. У святому хрещенні Окабе отримав ім'я Михаїл — на честь святого архистратига Божого Михаїла. 
23 жовтня 2019 року Окабе зустрівся з Володимиром Зеленським.
У травні 2022 року МЗС РФ заборонило Окабе в'їзд на територію Російської Федерації у відповідь на санкційну політику уряду Японії, зумовлену військовим вторгнення  в Україну.
21 квітня 2023 року на посаду голови Комітету підтримки України з питань втілення ідеї «креативної реконструкції» за моделлю префектури Хьоґо було рекомендовано і затверджено Окабе.
6 червня 2025 року президент Зеленський вручив Окабе відзнаку «Золоте серце» , які суттєво допомагають Україні у боротьбі з російською агресією.

### Родина
- Дід: Йошіро Окабе[19]

## Нагороди та почесні звання

### Відзнаки Президента України
- Відзнака Президента України «Золоте серце»(6 червня 2025)[20][21]

### Державна нагорода
- Почесна грамота Верховної Ради України[22]
- Почесна грамота Кабінету Міністрів України[23][24]
- Грамота Верховної Ради України[25]

### Академічна нагорода
- Почесна відзнака НМАУ ім. П.І.Чайковського[26]
- Почесна відзнака Української національної академії аграрних наук (НААН).[27]

### Почесні звання, титули та членства
- Почесний професор Київського університету імені Бориса Грінченка[28]
- Іноземний член Національної академії аграрних наук України (НААН)[29]
- Почесний професор Прикарпатського національного університету імені Василя Стефаника[30]
- Заслужений професор Національної академії державного управління при Президентові України[31]
- Почесний доктор Інституту агроекології та природокористування НААН України[32]
- Почесний громадянин міста Лондона (The Freedom of the City of London).[33][34]

### Нагороди
- Орден святого архістратига Михаїла (УПЦ КП).[35]
- Орден святого апостола Андрія Первозванного II ступеня (УПЦ КП).[36]
- Орден Святого рівноапостольного князя Володимира II-го ступеня.[37]
- Медаль «За жертовність і любов до України».[38]
- Нагороджений золотим, срібним і бронзовим хрестами Українського реєстрового козацтва — за значний внесок у розвиток УРК.

### Монографії
- «Історія японсько-українських відносин 1937-1953 рр.»,(«Кобе Ґакуїн: Університетська преса»), 2022 р.(японською мовою)
- «Історія японсько-українських відносин 1915-1937 рр.»,(«Видавництво Львівської політехніки»), 2021 р.(українською мовою)
- «Історія японсько-українських відносин 1915-1937 рр.»,(«Кобе Ґакуїн: Університетська преса»), 2021 р.(японською мовою)
- «Знайомство з Україною (65 розділів)», (в-во: «Акашішьотен»), 2018 р.(японською мовою)
- «Революція-Майдан. Чому відбувся Євромайдан між Росією та Європою», (в-во: «Дніпро»), 2016 р.(японською мовою)
- Василь Куйбіда «Розфарбована тиша (зібрання поезій)»; перекл. Окабе Йошіхіко, (в-во: «Дніпро»), 2019 р.(японською мовою)

### Вибрані статті
- «Діяльність ОУН в Харбіні та візит делегатів ОУН в Японію у 1937 р.: Григорій Купецький та японці» // «Сходознавство», 2021 р.
- «Зустріч японської та української культури. Українська театральна трупа в Японії у 1916 році» // «Сходознавство», 2021 р.
- «Голодомор очима японців» // «Сходознавство», 2020 р.
- «УКРАЇНСЬКИЙ НАЦІОНАЛЬНИЙ РУХ У МАНЬЧЖУРІЇ (на основі праць Івана Світа)» // Наукові записки Національного університету «Острозька академія», 2020 р.
- «Українські рухи» в Маньчжурії: призабута історія японсько-українських відносин» // «Арена», 2017 р.
- «Портрет української політичної еліти: Янукович, Майдан, адміністрація Порошенка» // «Економіка та суспільство Росії та Євразії», 2016 р.